# Ганська наземна супутникова станція
Ганська наземна супутникова станція (англ. Ghana Satellite Earth Station) — найбільша супутникова станція в Гані, яка з 2017 року працює також як радіотелескоп. Супутникова станція розташована в Кунтунсе, на дорозі Аккра-Нсавам, в передмісті Аккри в регіоні Великої Аккри.
Супутникова станція має п'ять приймальних антен:
- Одна основна рефлекторна антена
- Дві середні рефлекторні антени
- Дві маленькі рефлекторні антени

Станцією керує Vodafone Ghana, відтоді як уряд Гани став партнером телекомунікаційної компанії Vodafone.
У 2017 році було оголошено, що 32-метрова колишня комунікаційна антена почала працювати як астрономічний радіотелескоп. Наукові спостереження першого світла телескопа включали виявлення метанолового мазера, спостереження пульсарів і тестування радіоінтерферометрії з наддовгою базою.